# Mallorcas søde liv
|  | Denne artikel er oprettet af botten PalnaBot ud fra en ekstern database. Den kan derfor have sproglige fejl eller mangler. Denne skabelon kan fjernes efter kontrol af indholdet. |

Mallorcas søde liv er en film instrueret af Leif Jedig efter manuskript af Leif Jedig.

## Handling
Mallorca, solskinsøen, hvor hverdagen slutter og livet begynder - i alt fald når man vil feriere og gerne ser dagene krydret med oplevelser. "Vort" rejsehold danner undtagelsen for reglen. Lidt rejsetrætte, men fulde af forventninger, stiger de tre københavnske kontormus, Grethe, Inga og Solvej, ud af maskinen i Palmas lufthavn, hvor de straks bliver budt velkommen af de yderst professionelle guid'er, Ralf og Ivar, der med kendermine vurderer chancerne for nye, amorøse oplevelser.